# Okręg Mazowsze Północ Narodowych Sił Zbrojnych
Okręg II Mazowsze Północne Narodowych Sił Zbrojnych – jednostka terytorialna organizacji wojskowej Narodowe Siły Zbrojne.
Zorganizowany został przez ppłk. Nakonicznikowa-Kłukowskiego ps. "Gryf", "Zan" i "Wujek" w roku 1943. Okręg Mazowsze Północ liczył 9300 żołnierzy zorganizowanych w bataliony konspiracyjne. Komendantem okręgu był ppłk Józef Żbikowski ps. Grzymała, szefem sztabu został mjr Stanisław Borodzicz ps. Wara.

## Historia
Na początku działalności zorganizowana została podoficerska szkoła, w której również szkolono żołnierzy NSZ. Na terenie powiatu przasnyskiego wzmagał się terror okupanta niemieckiego. Objawiało się to znacznymi represjami. Jednym z przykładów było zamordowanie 22 osób z Przasnysza oraz kilkadziesiąt przypadkowych, w odwecie na zabicie jednego żandarma gestapo. 17 grudnia 1942 r. na rynku w Przasnyszu dokonano egzekucji przez powieszenie pięciu patriotów, wśród nich profesor tajnych kompletów Marię Kaczyńską. 2 maja 1944 r. we wsi Krzynowłoga Mała pow. przasnyskim, za zastrzelenie dwóch żandarmów we wsi Kołaki Mroczki, Niemcy rozstrzelali na polu 40 Polaków. We wszystkich powiatach północnego Mazowsza odbywały się aresztowania. Jesienią 1944 w Ciechanowie gestapo rozstrzelało kilkanaście osób, podobnie było w Płocku, Działdowie, Pułtusku, Pomiechówku. Ostatnia grupa 40 więźniów została rozstrzelana 21 stycznia 1945 w Starych Jabłonkach. W roku 1943 miały miejsce największe aresztowania w Przasnyszu. Aresztowano Zdzisława Pszczółkowskiego ps „Pomian", który pełnił funkcję komendanta powiatowego NSZ. Torturowany i katowany przez gestapo w Ciechanowie nie przyznał się do działalności konspiracyjnej ani nikogo nie wydał. Po wyjściu z więzienia w ciągu miesiąca zmarł w wieku 21 lat. We wrześniu 1943 r. odbył się jego pogrzeb, który stał się wielką manifestacją patriotyczną. Podczas Mszy żałobnej gestapo i żandarmi otoczyli kościół robiąc łapankę. Aresztowano 300 osób i wywieziono je do obozów a część na roboty przymusowe. Po śmierci Zdzisława komendantem został mianowany młodszy jego brat Julian Pszczółkowski ps. „Myśliwiec".
Po wejściu Armii Czerwonej nastąpiła okupacja sowiecka. Od samego początku Sowieci nasilili terror. Funkcjonariusze UB i MO aresztowali wielu żołnierzy NSZ I AK. W kwietniu 1945 w aresztach śledczych UB i MO przebywało wielu patriotów. Zsyłki na Sybir i do zakładów karnych odbywały się non stop. Taka sytuacja była również na terenie powiatów Przasnysz i Maków Mazowiecki. W Krasnosielcu więzienia UB i NKWD były przepełnione. Komendant UB, który za okupacji niemieckiej był w AK poszedł "ręka w rękę" z UB. Mścili się za swoich kolegów z konspiracji. 42 więźniów NSZ i AK przebywających w lochach bezpieki w Krasnosielcu, bitych i torturowanych, przygotowywanych było na zsyłką na Sybir. Zapadła decyzja Komendy Okręgu NSZ o odbiciu więźniów, która zakończyła się spektakularnym sukcesem. Dowódcą akcji był por. Roman Dziemieszkiewicz ps. „Adam", "Pogoda".
30 października 1945 r. w pobliżu dworca kolejowego w Ciechanowie zginął por. Roman Dziemieszkiewicz ps. „Adam", "Pogoda" komendant NSZ KP Ciechanów, wcześniej komendant NSZ KP Ostrołęka, który został zamordowany przez żołnierzy Armii Czerwonej, 28 lipca 1945 r. w Bartołdach zginęli Jerzy Niestępski ps. ,Jurand" i Szczepan Zabielski ps. „Sęp". W 1945 r. w Grudusku zginął Stanisław Czaplicki brat rodzony „Rysia". 20 maja w Lipie zginął Jan Kostrzewski ps. „Jastrząb", w sierpniu 1945 roku Edmund Sielski w gminie Duczymin i Eugeniusz Lipiński ps. „Mrówka" w 1949 r. w Olszewce gm. Baranowo. Wielu zginęło podczas tortur w trakcie śledztw. Po akcji oddział leśny częściowo rozwiązał się. Pozostali w oddziale, pod dowództwem „Adama", przyjęli nazwę oddziału Narodowych Sił Zbrojnych im. MYŚLIWCA. W sierpniu 1945 decyzją kierownictwa Okręgu oddział został rozwiązany. Rozkaz podpisał major Stanisław Borodzicz w dniu 16 sierpnia 1945 r. w rozkazie było również polecenie – "broń należy zakonserwować i przechować tak, aby zawsze była gotowa do użycia". Na szczeblu centralnym zapadła jednak decyzja o powstaniu na Mazowszu Północ dalszej działalności pod nazwą Narodowe Zjednoczenie Wojskowe